# هوارد جونز (مغني بريطاني)
هوارد جونز (بالإنجليزية: Howard Jones) هو عازف بيانو وموسيقي ومغني ومغن مؤلف بريطاني، ولد في 23 فبراير 1955 في ساوثهامبتون في المملكة المتحدة.

## وصلات خارجية
- الموقع الرسمي
- هوارد جونز على موقع IMDb (الإنجليزية)
- هوارد جونز على موقع ميوزك برينز (الإنجليزية)
- هوارد جونز على موقع أول ميوزيك (الإنجليزية)
- هوارد جونز على موقع ديسكوغز (الإنجليزية)
- هوارد جونز على موقع قاعدة بيانات الفيلم (الإنجليزية)